# Xiǎn
Xiǎn is een Chinese familienaam die ontstond uit de familienaam Shěn. De naam komt ook voor op het Koreaanse schiereiland. In Hongkong en Macau wordt de naam geromaniseerd als Sin. Tegenwoordig wonen de meeste mensen met deze familienaam in de Zuid-Chinese provincies Guangxi en Guangdong.

## Geschiedenis
De voorouder was Shen Rui (jyutping: sam2 jeoi6), een man die leefde tijdens de Periode van de Strijdende Staten. Hij woonde in Yan (staat). Op jonge leeftijd verloor hij beide ouders en woonde daarom bij zijn opa van zijn moeders kant. Zijn opa van zijn moeders kant had de familienaam Zhao en was verwant met Zhao Tuo. Tijdens de oorlog kreeg hij bescherming van Zhao Tuo, de koning van de Nanyue. Om vervolging van de Qin keizer te ontkomen, vluchtte Shen Rui naar Lingnan. Om te voorkomen dat hij ontdekt zou worden, veranderde hij zijn familienaam in Xian. De hanzi van Xian en Shen lijken redelijk op elkaar.